# 霍去病 (电视剧)
《霍去病傳奇》，又名《大漠骠骑—霍去病》，待播的中国大陆漢代古装电视剧，共92集，由西安梦舟影视文化传播有限责任公司、浙江优盛影视文化有限公司出品。由导演張健执导并同时担任制片人一职，编剧温豪杰执笔，张若昀、毛晓彤、白宇、李宏毅、徐悦等主演。该剧于2016年8月22日开机，2017年11月6日全劇組杀青。
該劇因被質疑歪曲史實頻遭舉報而使得播出之日遙遙無期。

## 劇情簡介
霍去病在机缘巧合下，从一个奴婢的私生子成为皇亲国戚。他抓住机遇，苦练骑射本领，成为智勇双全、胆识过人的少年壮士。由于北方边境屡遭匈奴统治者的侵扰，边民苦不堪言，汉武帝决定以攻为守，发起反击。十七岁的霍去病随军作战，他出奇制胜，一战成名，被封为冠军侯。初露锋芒的霍去病在大汉朝廷的全力支持下，率领精锐之师，接连深入大漠，与匈奴展开一系列决战。他创下六天转战五个匈奴王国，斩获匈奴折兰王、卢侯王，活捉匈奴浑邪王的儿子及相国、都尉等万余人的辉煌战绩，尤其在接受匈奴浑邪王投降的过程中，霍去病单骑入敌营，力挽狂澜，胜利完成受降，表现出超乎想象的胆识和勇气，堪称一代军神。最终，霍去病彻底击溃匈奴统治者的主力，封狼居胥，成就了北疆的世代安宁。

## 演員表

### 主要角色
| 演員                | 角色   | 简介 |
| 张若昀              | 霍去病 | 骠骑将军 从一个奴婢的私生子成为皇亲国戚。他抓住机遇，苦练骑射本领，成为智勇双全、胆识过人的少年壮士。他创下六天转战五个匈奴王国，斩获匈奴折兰王、卢侯王，活捉匈奴浑邪王的儿子及相国、都尉等万余人的辉煌战绩，堪称一代军神。最终霍去病彻底击溃匈奴统治者的主力，封狼居胥，成就了北疆的世代安宁。 参见汉军 参见忍冬营 |
| 毛曉彤 童年：張婉兒 | 蓁娥   | 諸意公主 原身份卑微，是卫子夫身边擅长武术的婢女，后成为女将军，並封諸意公主，奉旨與匈奴王子伯力和親，是霍去病的红颜知己。 参见宗亲皇室 |
| 白宇                | 伯力   | 伊稚斜单于之子 长相风流，文武俱佳，自幼喜欢汉朝文化，少時曾在長安當質子。 与霍去病英雄相惜，却因命运而成敌对关系，最终与其父亲一样走上争权逐利之路。 与留定儿相恋，却因身份悬殊而咫尺天涯。為热海暗恋之对象。与刘珩是互相利用的关系。奉命與諸意公主蓁娥和親。 參见匈奴                                              |
| 朦胧                | 李敢   | 郎中令 李广之幼子，霍去病的下属。 勇猛善战、瀟洒执着，与霍去病是死对头。 欲刺杀卫青，为争功而率军出关剿灭赵家军，最终死在霍去病的箭下。 參见汉军 |

### 次要角色

#### 宗亲皇室
| 演員     | 角色     | 简介 |
| 黄维德   | 刘彻     | 汉武帝 攘夷扩土，国威远扬。西征大宛，北破匈奴。 |
| 陈紫函   | 卫子夫   | 大汉皇后 汉武帝之继室，出生卑微却位高权重。 卫青同母异父之姐，霍去病之姨母。 她的一生就是为了改变自己的命运和保护自己的家族而存在。                                           |
| 张玉洁   | 平阳公主 | 平阳公主 汉武帝之姐。 |
| 鄭合惠子 | 安夷公主 | 安夷公主 刘彻的掌上明珠，古灵精怪，机灵可爱。虽然有时不乏刁蛮任性，但心地善良，识得大体，并对霍去病十分仰慕。而谁也没能料到她小小的身体有一份敢于为感情而牺牲的无私品质。     |
| 毛曉彤   | 蓁娥     | 諸意公主 女将，喜欢霍去病，原型翠羽公主。 详见主要角色 |
| 张晨光   | 刘安     | 淮南王 刘长之长子。 |
| 徐悦     | 刘珩     | 淮南王孙女 性格飞扬，聪慧过人，能言善辩，野心勃勃。美貌非常、天资聪慧，因祖父谋反逃亡匈奴，与霍去病有着一段令人唏嘘的爱恨情仇。與伯力是互相利用的關係，但也因此而被热海排挤。 |
|          | 刘赐     | 衡山王 刘长之第三子。 |

#### 汉军
| 演員   | 角色   | 简介 |
| 潘泰名 | 卫青   | 大司马大将军 卫子夫同母异父之弟，霍去病的舅舅，为人果敢冷静。与李广、赵严是同僚。                                                      |
| 张若昀 | 霍去病 | 骠骑将军 卫子夫与卫青之外甥，是战神，亦是让匈奴闻风丧胆的大汉将士。 人生目标即是击退匈奴，不再让大汉公主和亲。 详见主要角色 参见忍冬营 |
|        | 李广   | 飞将军 李敢之父，与赵严、卫青是同僚。                                                                                                  |
|        | 赵严   | 大将军 与李广、卫青是同僚。 |
| 夏天   | 公孙贺 | 左将军 |
| 李宏毅 | 赵破奴 | 鹰击将军 霍去病的下属。 参见赵家军阵营                                                                                                 |
| 于朦胧 | 李敢   | 郎中令 飞将军李广之第三子。多次与匈奴作战，屡立战功，由校尉渐升至郎中令，并封关内侯。后来因打伤卫青而被霍去病射杀。 详见主要角色       |

#### 忍冬营
| 演員   | 角色   | 简介                                                                                      |
| 杜玉明 | 留柱   | 忍冬营屯长                                                                                |
| 海铃   | 留定儿 | 忍冬营屯长之女 痴情睿智，信念改变了大汉与匈奴的关系。与伯力相恋，却因身份悬殊而咫尺天涯。 |
| 张若昀 | 霍去病 | 骠骑将军 忍冬营屯长留柱之下属 详见主要角色 参见汉军                                       |
| 楊爍   | 郝命   | 戍甲卒的统领 忍冬营屯长留柱下属，与霍去病是肝胆相照的生死兄弟。                           |
| 康杰   | 洪森   | 忍冬营屯长留柱下属，暗恋留定儿，与郝命互相争斗。                                          |

#### 赵家军阵营
| 演員   | 角色   | 简介                                                                  |
|        | 赵严   | 大将军 赵家军首领，是名忠将却被诬陷。                                 |
| 李宏毅 | 赵破奴 | 赵严之子，由赵家军五虎将抚养长大。后成为霍去病得力战将之一。 参见汉军 |
|        | 姬洋   | 赵家军五虎将                                                          |
| 刘广楠 | 商浩   | 赵家军五虎将                                                          |
|        | 秦朔   | 赵家军五虎将                                                          |
|        | 小准阴 | 赵家军五虎将                                                          |
| 唐文龙 | 张敬   | 赵家军五虎将                                                          |
| 吴承轩 | 高不识 | 赵家军五虎将                                                          |
|        | 钰娘   | 小准阴之妹                                                            |

#### 匈奴
| 演員   | 角色   | 简介 |
|        | 大单于 | 匈奴首领 其名为（军臣单于），热海之父。 |
| 钟雷   | 伊稚斜 | 左谷蠡王 大单于之弟。大单于死后自立为单于。 原为左谷蠡王，性格暴烈，神勇善战，生性多疑，杀伐决断，极具野心，一心挑起汉匈战争，再现冒顿单于的辉煌，作为草原狼王，击败於单，统一了草原，称大单于。 |
| 门光伟 | 右贤王 | |
|        | 热海   | 大单于（军臣单于）之女 暗恋伯力。 |
| 白宇   | 伯力   | 伊稚斜单于之子 匈奴大王子，至性至情、有勇有谋，与霍去病亦敌亦友，與蓁娥因和親有婚約，是蓁娥的未婚夫。 详见主要角色                                                                               |
| 張家源 | 木那塔 | 小王子 为了大王子伯力出生入死的人，非常忠心的弟弟。 |
| 徐悦   | 刘珩   | 詳见宗亲皇室 |

### 其他角色
| 演員   | 角色 | 简介 |
| 修庆   | 郭解 |      |
| 任思杨 | 茅盖 |      |
| 柴蔚   | 芳姑 |      |
| 张词   | 阿卜 |      |
| 刘天尧 | 要东 |      |
| 张艺泷 |      |      |
| 赵子惠 |      |      |
| 叶静   |      |      |
| 吴秀波 |      |      |
| 胡军   |      |      |

## 电视剧歌曲
| 曲序 | 曲目                 |          | 作曲 | 演唱 |
| ---- | -------------------- | -------- | ---- | ---- |
| 1.   | 千年後的我（主題曲） | 葛根塔娜 | 王備 | 韓磊 |